# Lisa See

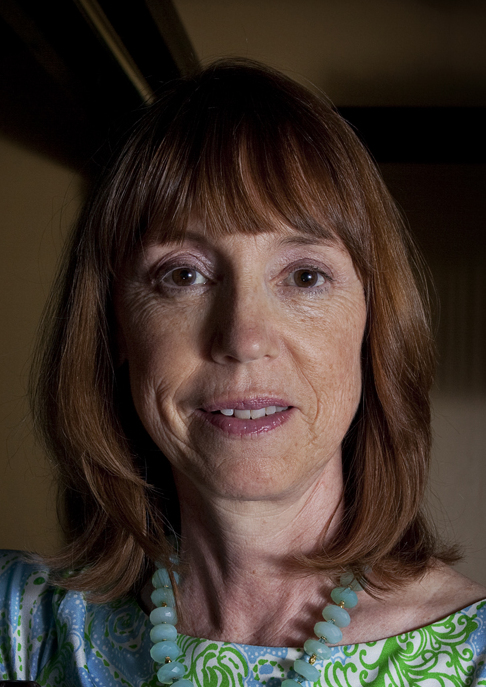
Lisa See (2012)

Lisa See (* 18. Februar 1955 in Paris, Frankreich) ist eine US-amerikanische Schriftstellerin und Journalistin.

## Leben
Lisa See wurde 1955 in Paris als Tochter US-amerikanischer Eltern geboren. Ihre Mutter ist die Schriftstellerin Carolyn See. Ihre Kindheit verbrachte sie größtenteils in Los Angeles, wo sie viel Zeit in Chinatown bei ihren Großeltern verbrachte. 1979 schloss sie ihr Studium mit einem Bachelor an der Loyola Marymount University ab. Von 1983 bis 1996 war sie als Korrespondentin, zuständig für die Westküste der USA, beim Branchenmagazin Publishers Weekly tätig. Außerdem schrieb sie für Zeitschriften wie Vogue, Self und More. Als Kuratorin betreute sie mehrere Ausstellungen, die sich mit interkulturellen Beziehungen zwischen China und den USA beschäftigen.
Mit „On Gold Mountain“ debütierte See im Jahr 1995 als Schriftstellerin. Die Geschichte, die semibiografisch auf ihren Urgroßvater Fong See basiert, wurde zu einem internationalen Bestseller und bedeutete für Lisa See den Durchbruch als Autorin. Sie erhielt mehrere Auszeichnungen darunter auch den „Notable Book“-Preis der New York Times. Das Buch erschien noch im Folgejahr nach einer Übersetzung von Thomas Pfeiffer und Helmut Dierlamm mit dem deutschen Titel Auf dem goldenen Berg. Die Geschichte einer chinesischen Familie im Münchener Verlag Droemer Knaur. Für ihren zweiten 1997 erschienenen Roman erhielt sie eine Nominierung für den Edgar Allan Poe Award. Das Buch erschien in Deutschland sowohl unter dem Titel „Die Rote Klinge“ als auch unter dem Titel „In einem Netz aus Lotusblumen“.
Nach einer Inszenierung von Wayne Wang und mit Li Bingbing, Jun Ji-hyun, Vivian Wu und Hugh Jackman in den Hauptrollen erschien 2011 mit Der Seidenfächer die Verfilmung von Sees gleichnamigem fünften Roman.
Im Jahr 2001 wurde Lisa See von der Organisation Chinesisch-Amerikanischer Frauen als „National Woman of the Year“ ausgezeichnet und im Herbst 2003 erhielt sie den „Chinese American Museum´s History Makers Award“. Aktuell lebt sie mit ihrem Mann und den beiden gemeinsamen Söhnen in Los Angeles.

## Werke
- On Gold Mountain: The One Hundred Year Odyssey of My Chinese-American Family (1995), 
  - Auf dem goldenen Berg. Die Geschichte einer chinesischen Familie, München 1996, Droemer Knaur, ISBN 3-426-60864-2
- Flower Net (1997)
  - In einem Netz aus Lotosblumen, München 1998, Droemer Knaur, ISBN 3-426-19461-9
  - Die rote Klinge, München 2000, Droemer Knaur, ISBN 3-426-61816-8
- The Interior (1999)
  - Der Feuerdrache: Ein Fall für Inspektorin Hulan, München 2006, Blanvalet, ISBN 978-3-442-36401-5
- Dragon Bones (2003)
  - Tod am Jangtse, München 2004, Blanvalet, ISBN 3-442-36060-9
- Snow Flower and the Secret Fan (2005)
  - Der Seidenfächer, München 2005, Bertelsmann, ISBN 978-3-570-00875-1
- Peony in Love (2007)
  - Eine himmlische Liebe, München 2008, Bertelsmann, ISBN 978-3-570-00894-2
- Shanghai Girls (2009)
  - Töchter aus Shanghai, München 2009, Bertelsmann, ISBN 978-3-570-01057-0
- Dreams of Joy (2011)
  - Tochter des Glücks, München 2013, Bertelsmann, ISBN 978-3-570-10030-1
- China Dolls (2014)
- The Tea Girl of Hummingbird Lane (2017)